# Ultra Density Optical
El Ultra Density Optical (UDO) se ha lanzado como sustituto de los discos magnético-ópticos (MO) de la primera generación y como soporte para el video de alta definición.
A diferencia de los discos MO, que calentaban la superficie hasta alcanzar el punto de Curie y modificaban el campo magnético, el UDO utiliza el calor del láser azul para alterar de forma permanente la capacidad reflexiva de la superficie.
Al igual que los discos MO, los discos UDO vienen dentro de un envoltorio protector de plástico, son resistentes a las rayas, al polvo, al magnetismo, a la humedad y, en general, al clima y al tiempo. Estas características les otorgan una gran fiabilidad e incorruptibilidad de los datos, así que los discos UDO se han ganado un sitio en el backup de hospitales, bancos, gobiernos e instituciones financieras.
El láser de los discos UDO es azul, lo que permite una densidad de grabación más alta, llegando a almacenar hasta 30 GB. Se están desarrollando versiones de 60 GB y hasta 120 GB. La velocidad de transmisión es de 32 Mb/s y el tamaño del cartucho es de 5,25”.